# 갤러리아 포레
한화 갤러리아포레(영어: Hanwha Galleria Forêt)는 대한민국 서울특별시 성동구 성수동1가에 위치한 주상복합 아파트이다. 2008년 3월 분양 이후 착공하여 2011년 7월에 완공하였다. 총 230세대, 2개동, 45층으로 구성되어 있으며 주차대수는 1,504대다. 개별난방, 도시가스가 있고, 건물 외벽은 도심 오피스 빌딩처럼 마감되었다.

## 역사
2008년에 주상복합 아파트 분양할 계획이 있다. 한화건설이 뚝섬1구역에 지을 예정인 주상복합 아파트다. 같은 해 착공 후 2010년에 1대1 3D 인테리어 서비스가 시작되었다. 11월 잔여가구를 분양중이다. 2011년 골조공사 완료 후에 완공하였다. 완공 당시 성동구에서 가장 높은 아파트가 되었다.

## 높이
이 마천루의 높이는 172m이다. 완공 당시 성동구에서 가장 높은 마천루가 되었다. 그리고 성동구에서 가장 높은 아파트가 되었다. 2011년에 완공되는 170m 이상의 아파트다. 2017년까지 이 마천루가 가장 높았다. 같은 해까지 이 아파트가 가장 높았다.

## 특징

### 마스터 플랜
- 타워부 : 자연(바람,강물) 흐름의 유기적 형태를 형상화 / 특화된 타워매스 및 입면으로 랜드마크 요소 부여
- 저층부 : 서울 숲을 끌어 안는 디자인을 상징하는 대형 아뜨리움으로 열린 공간 형성
- 아파트부대시설 : 공원조망이 극대화된 쾌적한 부대시설 계획(4층) / 서울숲 조망이 극대화된 스카이가든(29층)
- 옥상정원 : 공원조망과 연계된 다양한 테마를 가진 저층 옥상정원(2,3,4,5층) / 아파트전용 옥상정원(4,5층 해당)
- 저층부 돌출테라스 : 저층부 주거의 전용 옥외정원 구성가능 구조 제공
- Drop off : 각 동별 호텔식 개별 Drop off 공간을 통해 고급 주거로서의 가치 향상
- 조경계획 : 서울숲과 어우러지는 입체적인 조경계획
- 평면 Unit : 프리츠커상 수상자 장 누벨이 내부 인테리어 디자인에 참여(옵션) / 전세대 남향 공원 조망

## 시설

### 주요 시설

#### 아파트
거실 [Living room], 다이닝룸 [Dining room], 주방 [Kitchen], 마스터 존 [Master zone], 서브 존 [Serve zone]으로 구성된다.

### 내부 시설
한화 갤러리아포레의 내부 시설은 지하 7층 ~ 지하 1층은 지하주차장, 1층은 로비, 6층 ~ 45층은 아파트, 오피스텔이 있다.
| 층수                | 시설                                     |
| ------------------- | ---------------------------------------- |
| 30층 ~ 45층         | 아파트, 오피스텔                         |
| 29층                | 스카이가든(스카이브릿지)                 |
| 6층 ~ 28층          | 아파트, 오피스텔                         |
| 5층                 | 옥상정원                                 |
| 4층                 | 옥상정원, 휘트니스, GX룸, 연회장, 북카페 |
| 3층                 | 옥상정원                                 |
| 2층                 | 옥상정원                                 |
| 1층                 | 로비                                     |
| 지하 7층 ~ 지하 1층 | 지하주차장                               |

## 갤러리

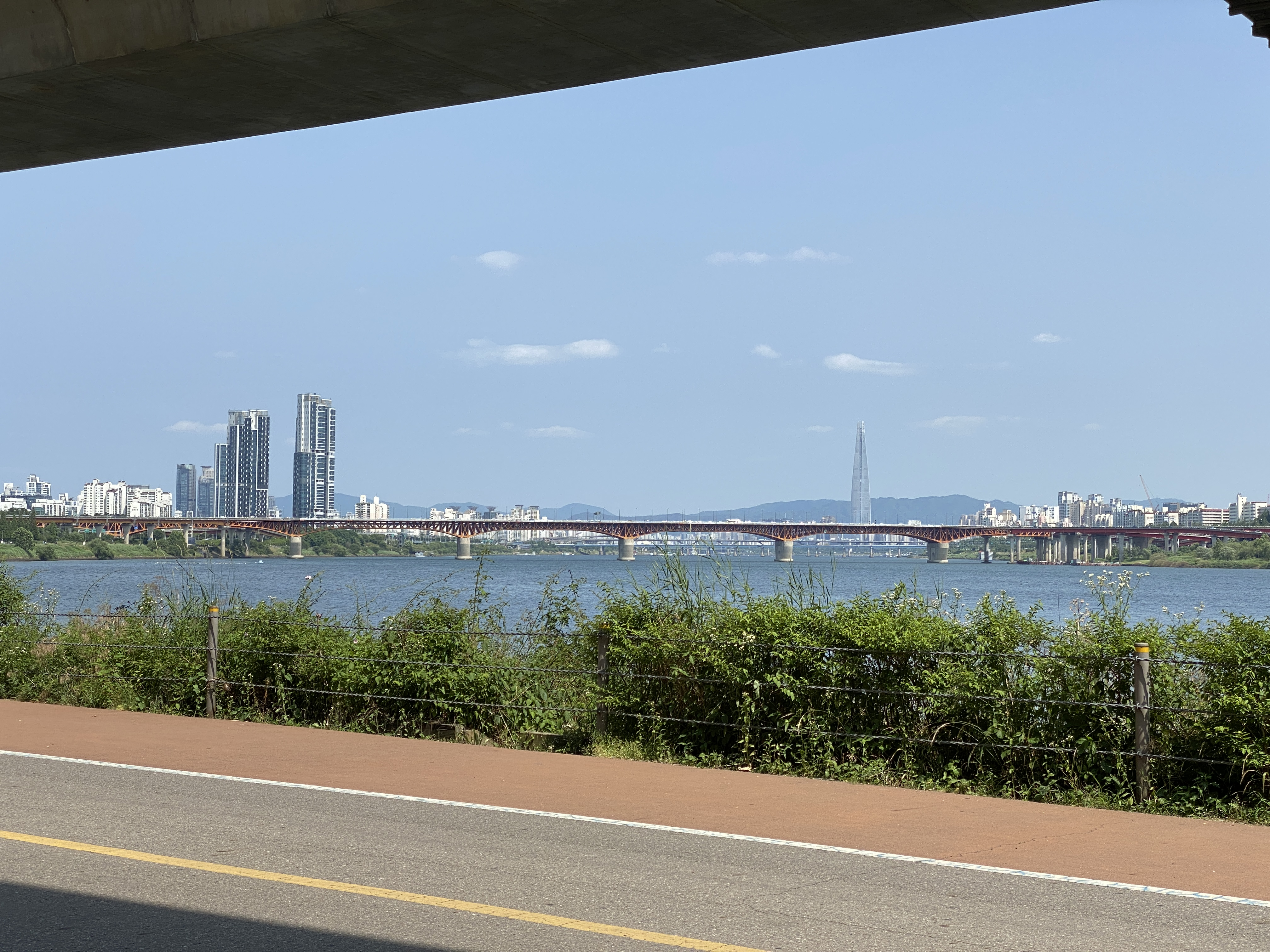
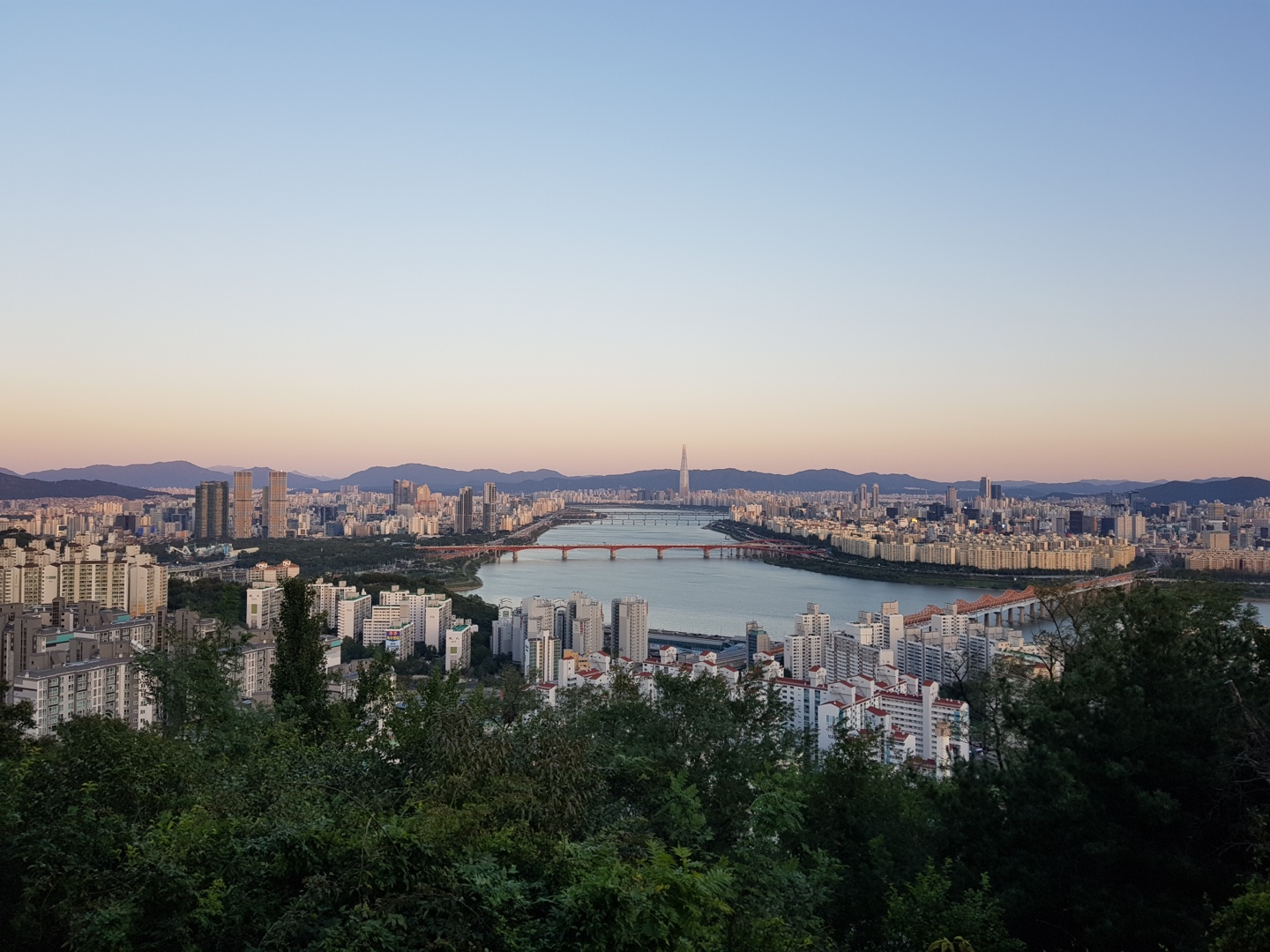
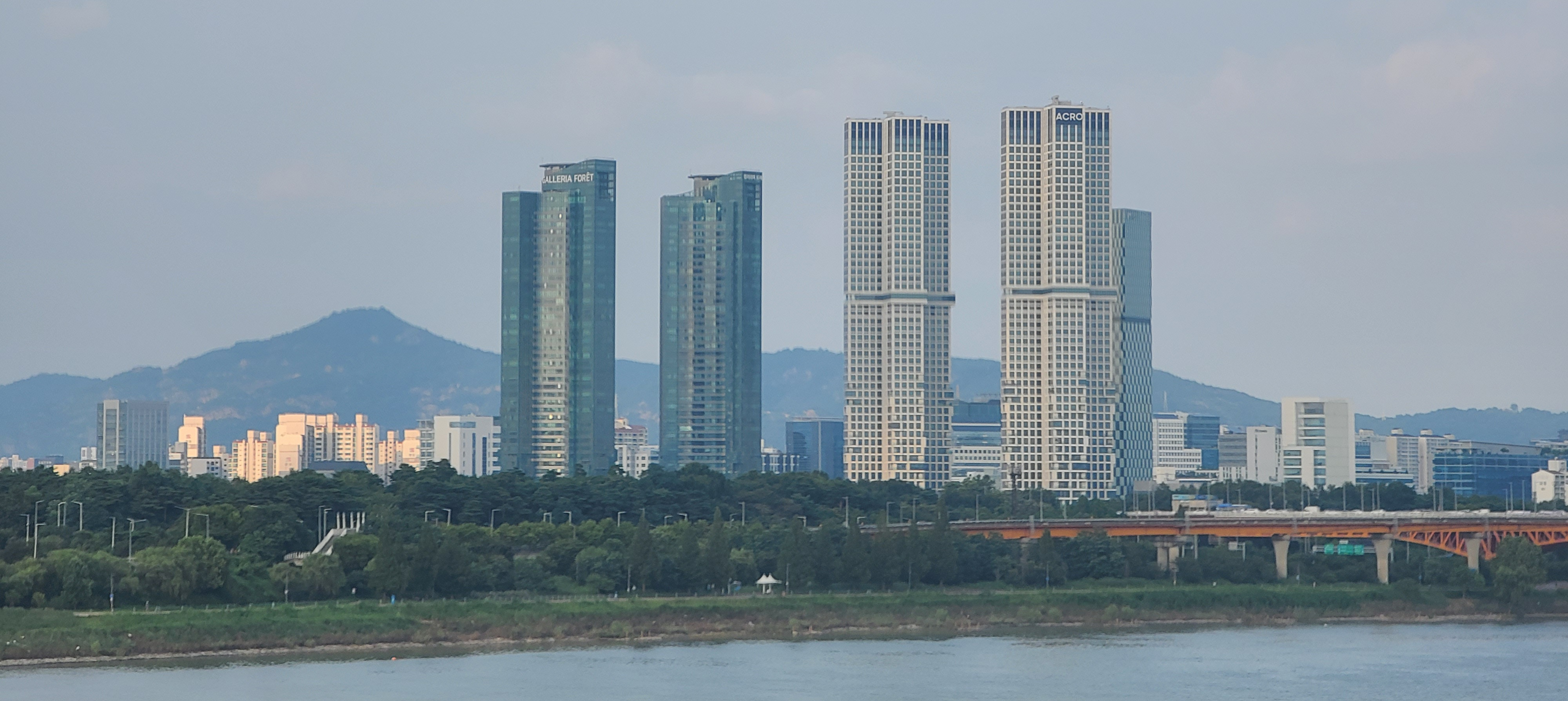
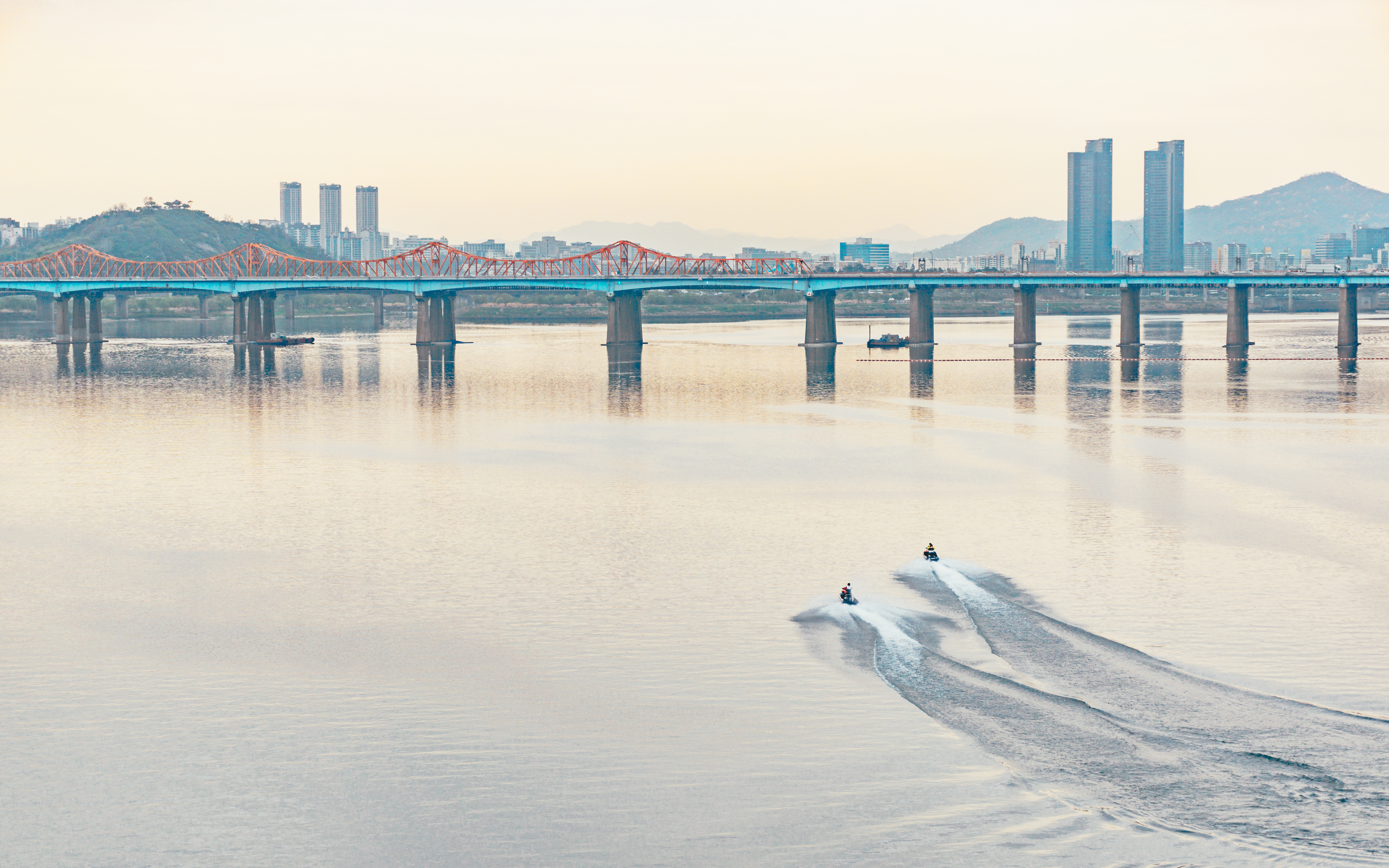
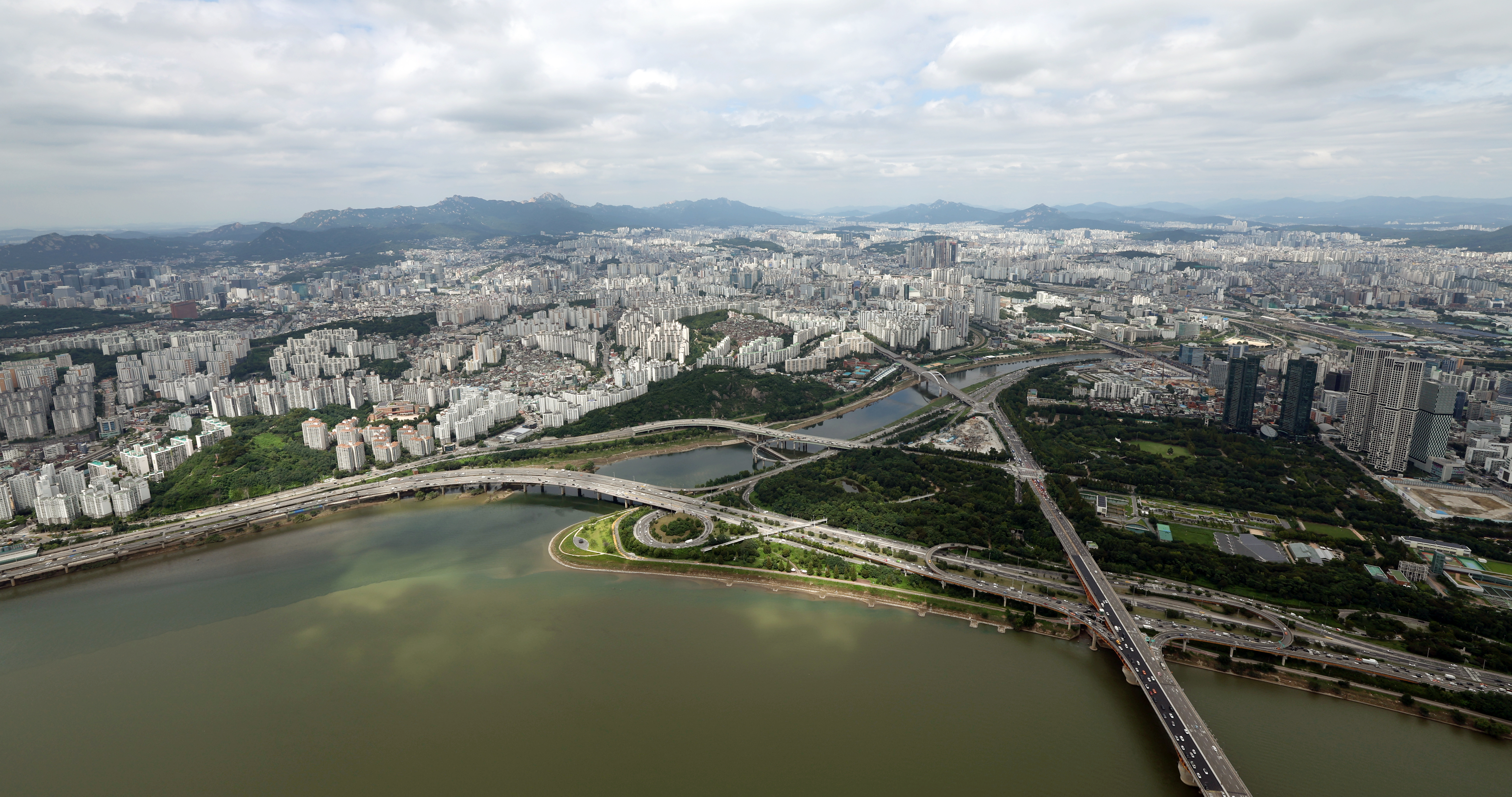

## 대중문화
- 영화 그날의 분위기에 나온다.

## 주변 시설
- ● 수도권 전철 수인·분당선 : 서울숲역
- ● 서울 지하철 2호선 : 뚝섬역

## 같이 보기
- 대한민국의 마천루 목록
- 서울특별시의 마천루 목록
- 서울숲 트리마제
- 아크로 서울 포레스트